# Costaricanska inbördeskriget
Det costaricanska inbördeskriget var den blodigaste händelsen i Costa Ricas 1900-talshistoria. Det varade i 44 dagar, mellan 12 mars och 24 april 1948, och ungefär 2 000 personer antas ha mist sina liv. Konflikten utlöstes efter en omröstning i Costa Ricas lagstiftande församling, dominerad av regeringsvänliga representanter, att upphäva resultaten från presidentvalet 1948. Församlingen hävdade att segern för oppositionskandidaten Otilio Ulate hade tillkommit genom bedrägeri. Detta fick rebellarmén under ledning av José Figueres att sätta sig upp mot president Teodoro Picados regering, vilken snabbt besegrades. Efter kriget regerade Figueres i ett och ett halvt år som ledare för en provisorisk regeringsjunta som avskaffade militären och övervakade valet av en lagstiftande församling som tog fram Costa Ricas nya konstitution 1949. Juntan överlämnade sedan makten till Ulate. Sedan dess har Costa Rica inte upplevt något nämnvärt politiskt våld.

## Bakgrund
På 1940-talet kom Costa Ricas politiska scen att domineras av Rafael Ángel Calderón, som tjänstgjorde som Costa Ricas president mellan 1940 och 1944. Konstitutionen förbjöd omval av samma person, så den nya presidentkandidaten för Calderóns Partido Republicano Nacional blev juridikprofessorn Teodoro Picado, som vida ansågs som en svag person kontrollerad av Calderón. Vid den tiden hade Costa Rica redan en lång historia med valfusk, och Picado valdes till president under mycket tveksamma förhållanden som ledde till ökad spänning under hans mandatperiod.
Picado-administrationen tillgrep vid ett flertal tillfällen militärt våld för att behålla stabiliteten i landet, och Calderón-positiva delar inom militärmakten var ofta inblandade i gatuvåld som deltagare snarare än fredsbevarare, vilket ytterligare kom att smutsa ned bilden av militären i folkets ögon. Det folkliga missnöjet mot armén hade börjat gro redan under Federico Tinoco Granados korta men brutala militärdiktatur 1917-1919 och när våldet från militärens sida nu ännu en gång trappades upp började det folkliga hatet mot statsmakten växa sig starkare än någonsin. 
Costa Ricas kommuniströrelse, organiserad i Vanguardia Popular under ledning av kongressledamot Manuel Mora, var officiellt i opposition mot Picados regering men var i praktiken dess allierade och bidrog till oron genom att skicka sin fruktade och hatade milis på oppositionen. I takt med att våldet växte började oppositionsanhängare att bära vapen för att skydda demonstranterna mot polisen, och polisen i sin tur började hota med att använda vapen istället för att bara slå demonstranterna.
Avskyn mot regeringens våldsamma vedergällningar mot opposition ledde till det så kallade Huelga de Brazos Caídos, en strejk som förhindrade handeln i Costa Rica i sju dagar. Pro-Calderón och kommunistiska demonstranter började härja de företag som deltog i strejken, och Picado tvingades svara på strejken genom att sätta hårt mot hårt och hota handels- och yrkesmän, och skrämma arbetare med avsked eller militär tjänstgöring. Vid strejkens slut patrullerade militär och polis gatorna och San José verkade som en stad under belägring.5

## Figueres och den karibiska legionen
José Figueres, en costaricansk affärsman som hade tvingats i exil i Mexiko den 11 juli 1942 efter att ha gjort ett radiouttalande i vilket han starkt kritiserat Calderóns regim, återvände till Costa Rica under valspurten 1948. Redan före valet hade Figueres börjat planera för krig. Till skillnad mot Ulate, tidigare president León Cortés, och andra medlemmar av den costaricanska oppositionen, var Figueres helt övertygad om att Calderón och Picado aldrig skulle låta ett rättvist val äga rum. Figueres började träna den karibiska legionen, en löst sammansatt styrka på omkring 700 man. I hopp om att kunna använda Costa Rica som bas planerade legionen att gå emot andra auktoritära regeringar i Centralamerika. I Washington, D.C. följdes legionens handlingar med oro, särskilt efter det att Figueres låtit utföra en serie terroristattentat i Costa Rica under 1945 och 1946 som skulle nå sitt klimax i en allmän strejk. 1, 3, 6, 8, 9

## 1948 års val och våldsamma påföljder
Efter fyra turbulenta år utsågs föga förvånande Calderón återigen till det regerande partiets presidentkandidat inför valet 1948, men utgångsläget var inte längre detsamma. Regimens utpräglade användning av våld och förföljelse under åren som varit hade enat den tidigare mycket splittrade oppositionen, som nu unisont ställde sig bakom en motkandidat till presidentposten. Den som nu utmanade Calderón var en frispråkig journalist och regimkritiker vid namn Otilio Ulate från det nybildade oppositionspartiet Partido Unión Nacional och som ansågs ha ett mycket brett folkligt stöd. Många var dock oroliga för att regeringen skulle interagera för att säkra Calderóns seger över Ulate. President Picado tvekade dock och för att stilla den allt mer tilltagande politiska oron beslöt Picados regering istället att för första gången i Costa Ricas historia låta valet kontrolleras av en oberoende väljartribunal.
Efter en mycket omstridd valprocess präglad av våld och stridigheter beslutade den oberoende väljartribunalen 8 februari 1948, med en oenig omröstning på 2 mot 1, att utse oppositionskandidaten Otilio Ulate till segrare i presidentvalet. Oppositionen firade men väntade samtidigt spänt på om Partido Republicano Nacionals kandidat, tidigare president Calderón, skulle acceptera valresultatet, det gjorde han inte. Calderón hävdade istället att valresultatet tillkommit genom bedrägeri och valfusk och begärde att kongressen, där en koalition mellan hans eget parti och dess allierade, kommunistiska Vanguardia Popular, var i majoritet, skulle upphäva resultaten och att valet skulle göras om. Då kongressen beviljade denna begäran bröt kaos ut i landet, ett kaos båda sidor anklagade den andra för att fiffla med röster och valfusk.4, 8 Dagen då regeringen annullerade omröstning omringade polis doktor Carlos Luis Valverdes hus, där Ulate befann sig och Figueres hade varit bara sekunderna innan. Skott avlossades och Valverde dog i dörrposten. Ulate lyckades fly men togs senare till fånga och fängslades, vilket ytterligare gav en nedsmutsad bild av militären.6

## Inbördeskriget inleds
Upphävandet av valresultatet 1948 och attacken mot doktor Valverdes hem samma dag gav Figueres det bevis han behövde för att visa att regeringen inte hade någon som helst avsikt att följa folkets vilja. Hans hat gentemot Calderón, kombinerat med hans idealism, gav upphov till ytterligare anledningar till krig. Den 11 mars ringde Figueres det samtal som samlade de arméer och militära ledare som han behövde för en lyckad kampanj. Den 12 mars anföll hans Nationella frihetsarmé regeringens trupper, och kriget bröt ut.7

## Cartagos fall
Den nationella frihetsarmén, som rebellarmén kallade sig, rörde sig långsamt upp längs Pan-American Highway. De statsade på att skära av regimens försörjningsleder och belägrade, och intog, små men strategiskt viktiga städer och hamnar med relativt små medel. Regeringsarmén, under ledning av den avgående presidenten Picados bror, lyckades inte organisera ett effektivt motstånd mot Figueres nationella frihetsarmé. Figueres kämpade även mot den kommunistiska milisen, som leddes av kongressledamoten Carlos Luis Fallas, och mot de nicaraguanska soldater som Somoza hade sänt för att hjälpa regeringen att återta makten.
I Cartago, Costa Ricas näst största stad, belägen endast 20 kilometer från huvudstaden, mötte Figueres armé större militärt motstånd än tidigare. Men regeringsarmén hade emellertid gravt underskattat Figueres och regeringen hade mycket begränsade styrkor och knappt någon utrustning. Cartago föll därför snabbt i Figueres händer redan den 12 april. President Picado insåg att förlusten var oundviklig och meddelade Figueres att han var villig att förhandla om en kompromiss.
Picados allierade, kommunistpartiet Vanguardia Populars Manuel Mora, hade dock inte för avsikt att förhandla med Figueres. Moras milis hade barrikaderat sig i huvudstaden San José, och var fast beslutna att inte kapitulera lika fort som Picado hade gjort. Som målet för en stor del av Figueres kritik mot Costa Rica, var Mora orolig att ett Figueres-lett övertagande mycket väl skulle kunna leda till att partiet uteslöts från politiken.

## Picado kapitulerar
Dagen efter Cartagos fall sände den allt mer isolerade Picado, som vid tidpunkten började få mycket ont om resurser och var nästan helt utan vare sig nationellt eller internationellt stöd, ett brev till Mora och ledaren för Republicano Nacional samt till tidigare presidenten Calderón där han skrev att "försöket att hålla kvar San José skulle vara meningslöst och katastrofalt." Mora, som nu förstod att även USA var beredda att gripa in mot honom, gav efter för Picados vädjan. Den 19 april skrev Picado och fader Benjamín Núñez, en ansedd företrädare för arbetarrörelsen i Costa Rica, under Mexikanska ambassadens pakt vilket gjorde slut på den väpnade konflikten. Den 24 april tågade Figueres trupper in i San José, nästan sex veckor efter revoltens början i södra Costa Rica.
Genom att mobilisera sig i kanalzonen, ha konstant tryck på Picado, och genom att skära av Somozas hjälp, lyckades USA hjälpa till att styra utgången av revolutionen i april 1948.
Med mer än 2 000 döda var det 44 dagar långa inbördeskriget den blodigaste händelsen i Costa Ricas 1900-talshistoria.

## Ideologiskt sammanhang
Costaricansk politik har traditionellt till större del styrts av personliga lojaliteter framför ideologisk följdriktighet, och inbördeskriget 1948 är ett utmärkt exempel på det här. Calderón valdes till president 1940 som en kandidat för högern, nära allierad med den romersk-katolska kyrkan och affärseliten, men hans entusiastiska stöd för de allierade under Andra världskriget, och särskilt hans straffåtgärder mot de rika och inflytelserika tyska samhället i Costa Rica, fick affärseliten att dra tillbaka sitt stöd för honom. Calderón skapade då ny politisk bas genom att alliera sig med de costaricanska kommunistpartiet Vanguardia Popular, lett av Manuel Mora, och med San Josés socialt reformvänliga katolska ärkebiskop, Víctor Manuel Sanabria, för att få igenom lagstiftning som garanterade arbetarrättigheter och en välfärdsstat. Moras kommunistiska milis gav viktigt militant stöd åt regeringen, särskilt under Picados spända år vid makten (1944-1948) och även under själva inbördeskriget.
Rebellstyrkorna ledda av Figueres var en skiftande mix av antikommunister, högeranhängare, ekonomiskt konservativa personer trötta på välfärdssamhället (representerade av 1948 års vinnare själv, Otilio Ulate) , och en socialdemokratisk elit som strävade efter att stärka välfärdssamhället och samtidigt försäkra en demokratisk genomskinlighet. Efter segern föll alliansen snabbt isär. Högerflanken, ledda av juntans allmänsäkerhetsminister, Édgar Cardona, försökte störta Figueres och uteslöts efter detta från regeringen. Figueres själv blev nära sammankopplad med den socialdemokratiska delen, vilken han senare kom att kalla sitt eget Partido Liberación Nacional (PLN). De ekonomiskt konservativa grupperna under Ulate allierade sig slutligen med Calderóns anhängare för att bilda en bred anti-PLN-front.
Den här bristen på ideologiskt sammanhang understryks än mer av det faktum att regeringsstyrkorna under inbördeskriget, trots att de var allierade med de costaricanska kommunisterna, fick stöd av den nicaraguanska diktatorn Anastasio Somoza, medan Figueres rebeller, som i egenskap av antikommunister fick stöd av USA, även fick avsevärt stöd från den guatemalanske presidenten Juan José Arévalo.

## Konsekvenser
Trots att inbördeskriget egentligen var relativt litet till skala - det varade endast i 44 dagar och cirka 2 000 personer miste sina liv - så har dess konsekvenser fått bestående effekt på landet och regionen.
- Den starka kopplingen till USA hjälpte Costa Rica att ta sig ur den ekonomiska instabilitet som landet stått inför åren innan revolutionen.
- Den nya konstitutionens artiklar som skrevs om av Figueres regim eliminerade de bedrägliga valaspekterna som tidigare varit en betydande del av Costa Ricas valprocess tidigare. Den nya konstitutionen upplöste även armén, och gav svarta och kvinnor rösträtt. Costa Rica, som tidigare varit ett land som präglats av regeringsbedrägeri och korruption, blev en demokrati som sedan inbördeskriget inte upplevt några nämnvärda politiska oegentligheter.